# Faunis carfinia
Faunis carfinia är en fjärilsart som beskrevs av Hans Fruhstorfer 1911. Faunis carfinia ingår i släktet Faunis och familjen praktfjärilar. Inga underarter finns listade i Catalogue of Life.